# Francisco Meza
Francisco Javier Meza Palma, noto semplicemente come Francisco Meza (Barranquilla, 29 agosto 1991), è un calciatore colombiano, difensore del Deportivo Cali.

## Caratteristiche tecniche
È un difensore centrale.

## Carriera
Acquistato dal Santa Fe nel 2011, ha debuttato il 31 marzo disputando l'incontro di Copa Colombia pareggiato 1-1 contro l'Academia.

## Palmarès

### Club

#### Competizioni internazionali
- CONCACAF Champions League: 1

Tigres UANL: 2020